# Walcherse klederdracht

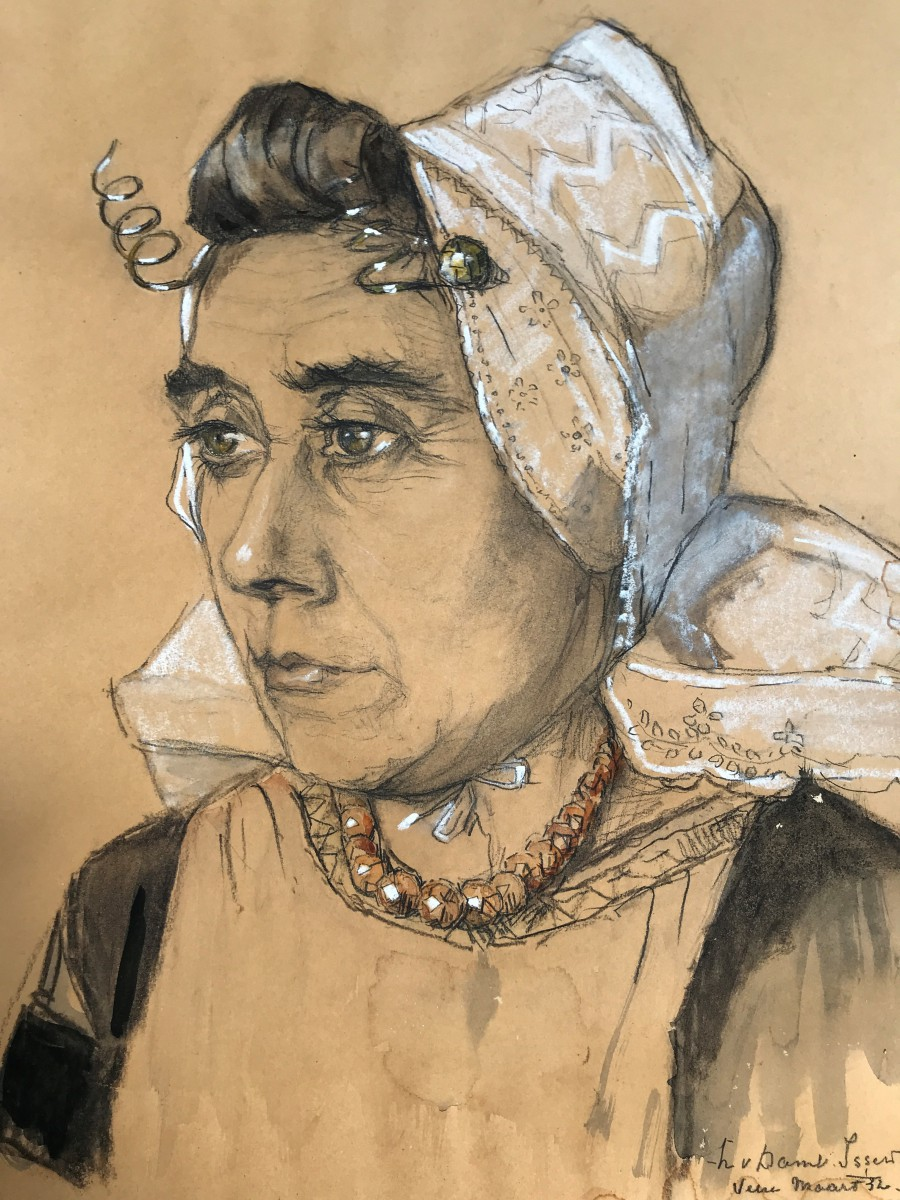
Portret van Adriana Poppe door Lucie van Dam van Isselt, 1932

De Walcherse klederdracht is een bekende streekdracht in Zeeland, die wordt gedragen op het eiland Walcheren. Deze dracht wordt nauwelijks meer gedragen, een enkele keer komt men in een bejaardentehuis nog een standhouder tegen. Vooral na de Tweede Wereldoorlog verdween de Walcherse klederdracht met een razend tempo, omdat men op het geïsoleerde eiland Walcheren kennis maakte met de Amerikaanse cultuur. Bij een telling in 2003 bleken 157 vrouwen en geen enkele man de klederdracht nog dagelijks te dragen. De jongste draagster was 69 jaar. Bij een telling in 2019 droegen nog slechts 23 vrouwen de klederdracht, van wie er zeven in Arnemuiden wonen. De jongste draagster was 83 jaar.

## Vrouwenkleding

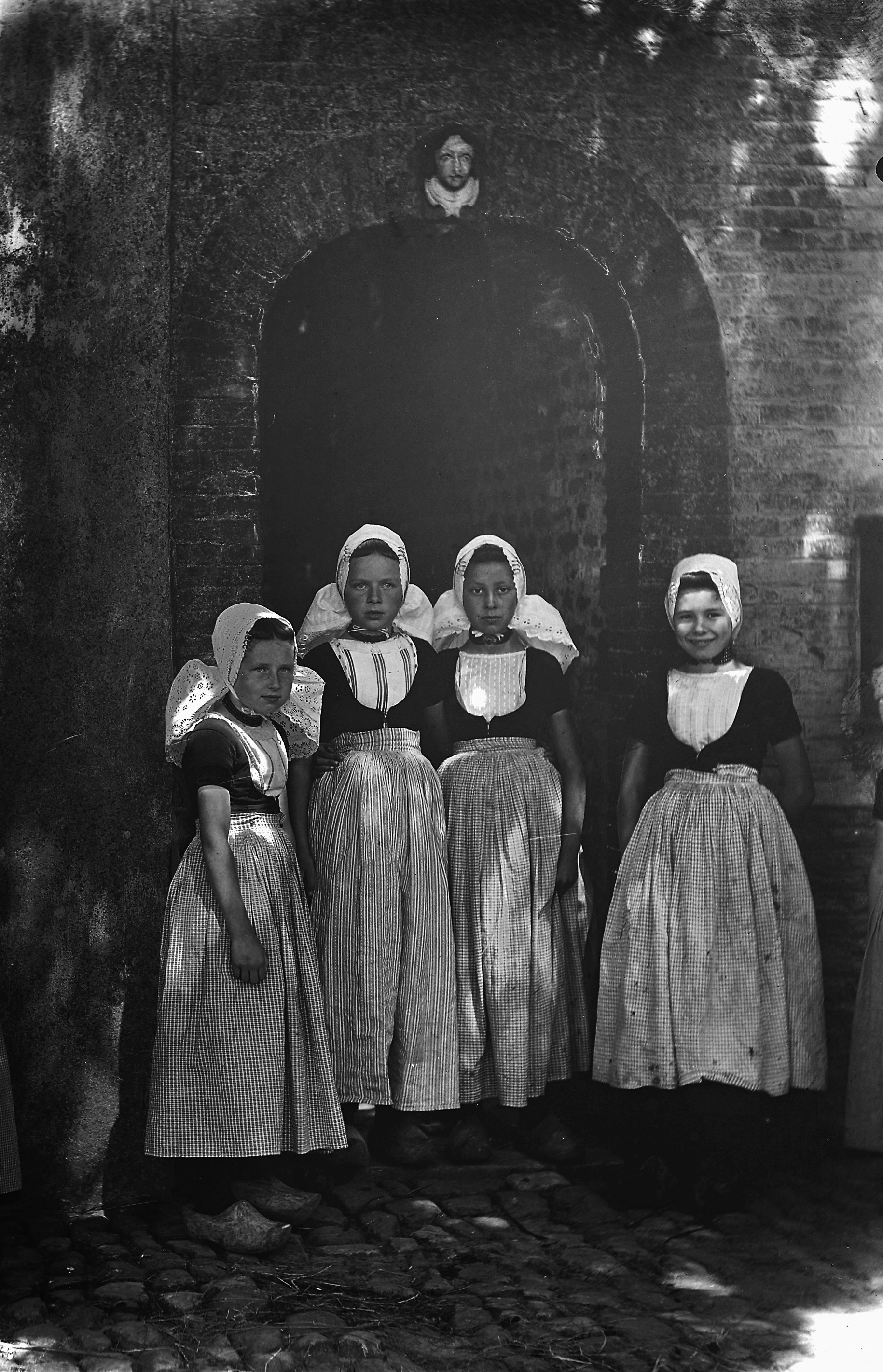
Meisjes in Walcherse klederdracht

De Walcherse dracht van een vrouw bestaat uit vele delen. Men draagt om het lijf een ouderwets ondergoed, met daar overheen een zogenaamd "jak": een diepzwarte trui van merinoswol, met een uitsnede voor het decolleté. Daaronder draagt men de "beuk", die ook bij de Zuid-Bevelandse klederdracht wordt gedragen. Over deze twee delen doet men een gehaakte doek in een driehoekvorm, die men vastmaakt met enkele spelden. Om het middel draagt men een onderrok en daarover een rok van katoen, ook wel een "schort" genoemd, met een alom bekend grijs-wit gestreept motief met zwarte figuren. Op belangrijke dagen of gebeurtenissen draagt men in plaats van de katoenen rok een zwarte rok van merinoswol.  

### Haardracht en muts
Om het hoofd doet men een "blis" ter hoogte van het haar, waarna men het haar achteraan opsteekt en vooraan om de blis heen wikkelt. 
Daarna zet men een geheel gouden beugel op, de voorhoofdsnaald, met aan beide zijden aan de voorkant gouden krullen, die naast het voorhoofd uitsteken. Aan deze krullen hangt men op zondagen of feestdagen zogenaamde "stikken". Een stik is een driehoekig sieraad met in het midden een parel. De voorhoofdsnaald zelf is versierd met een, twee of drie zwaantjes. Hoe meer zwaantjes, des te groter is de welstand van de vrouw.
Daarna doet men over het hoofd een opgesteven kanten mutsje dat met spelden wordt bevestigd. Hierover doet men nog een muts, gemaakt van ander materiaal, dat ook met spelden wordt bevestigd, waarna het een geheel is.

### Accessoires
Om de nek draagt de vrouw een bloedkoralen ketting, met vooraan een gouden slot. 

### Rouw
Bij rouw draagt men in de gehele uitrusting enkel maar zwarte onderdelen. Bij de rouw bestaat de ketting om de hals uit zwarte granaatjuwelen.

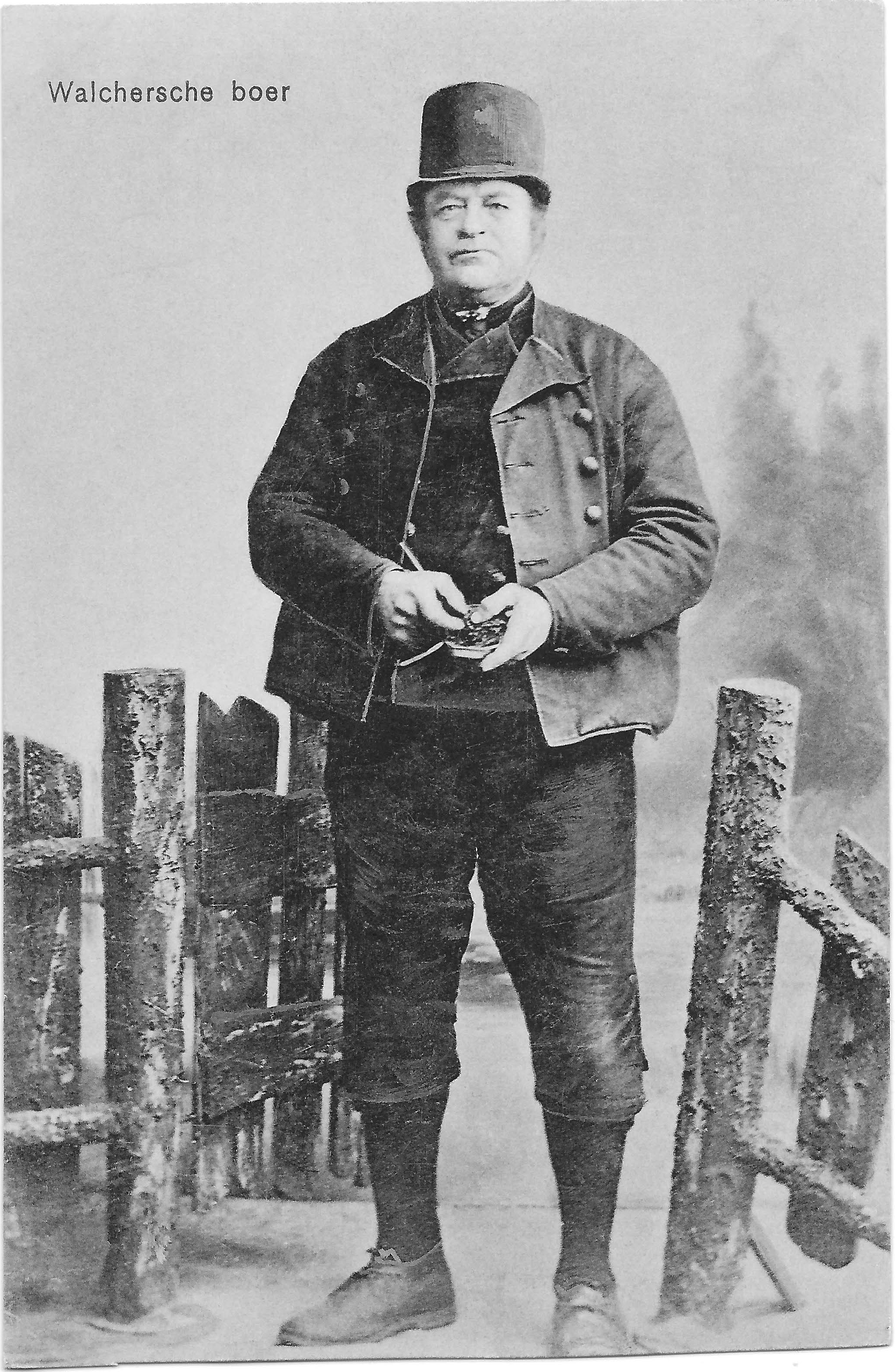
Boer in traditiionele kleding

## Mannenkleding

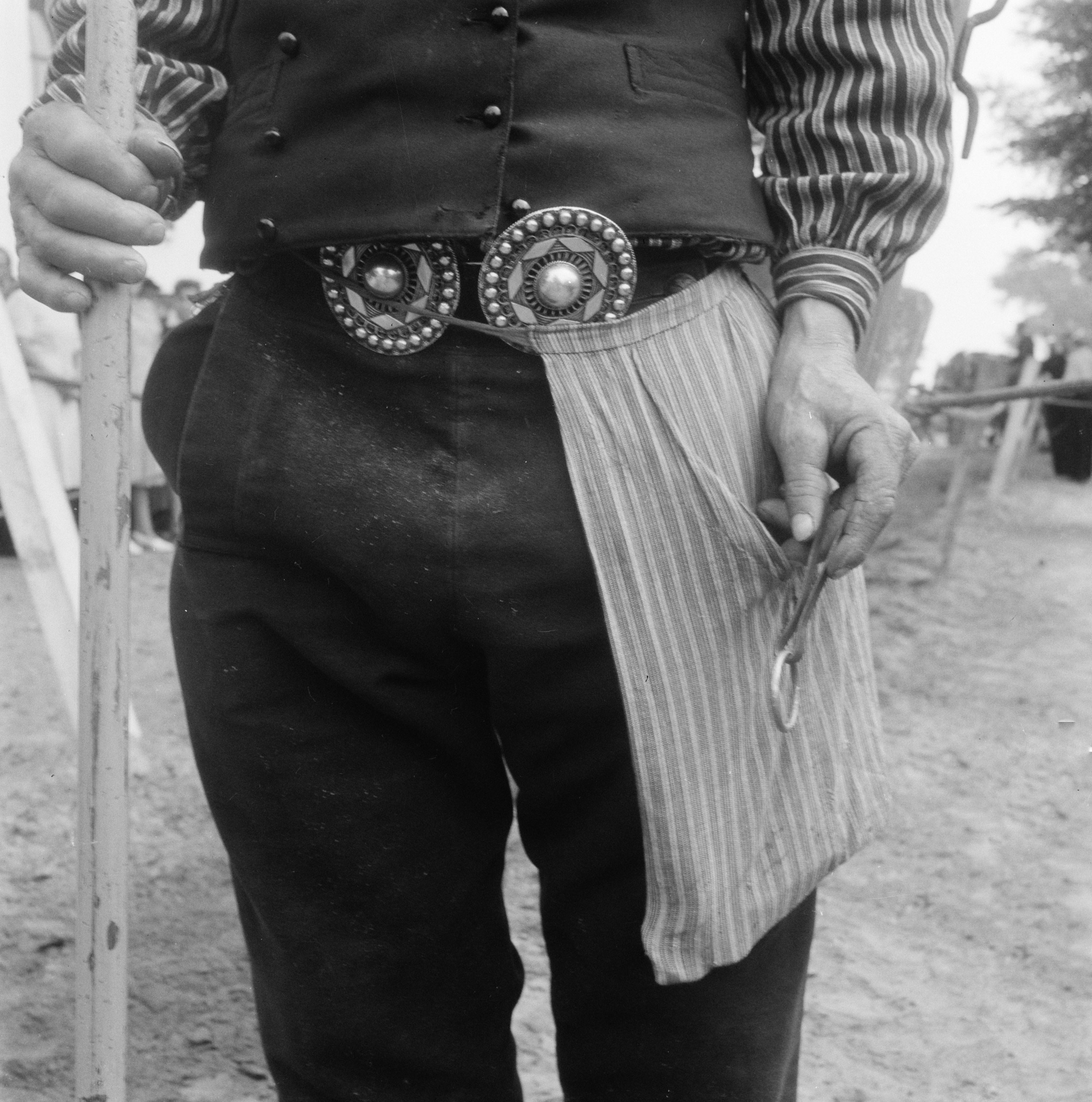
Zilveren broekstukken

De mannendracht van Walcheren is in het algemeen hetzelfde, met zijn diep zwarte vilten stof, en zijn klepbroek. Om de nek draagt men een dichtgestrikte doek met daaraan twee Zeeuwse knopen, die geheel uit goud bestaan. Daaronder dragen de mannen en gouden broche. Om de middel draagt men twee zilveren broekstukken. Aan het overhemd bevinden zich een aantal zwarte knopen. Op het hoofd draagt men een ronde hoed, die wat weg heeft van een bolhoed, maar platter, ook wel een "slae'oedje". In Westkapelle draagt men een klein petje met aan de zijkant een opgeborduurd motief. Op enkele plaatsen op Walcheren draagt men ook het petje, maar zonder borduursel. In Westkapelle dragen de mannen het petje scheef, soms achterstevoren, en daar is ook een verhaal van, maar of het waar is weet men niet. Het zou zo zijn dat als er een kind geboren is de grootvader komt en van een afstand het petje op het hoofd gooit, en hoe het terechtkomt, zo draagt het zijn hele leven het petje.De laatste man in heel Nederland die klederdracht droeg, was Pieter Verhage, in de Walcherse klederdracht.